# Tasman United
Tasman United war ein neuseeländisches Fußball-Franchise mit Sitz in Nelson.

## Geschichte
Mit der Bekanntgabe der Erweiterung der New Zealand Football Championship im Dezember des Jahres 2015, wurden drei neue Mannschaften der Liga hinzugefügt. Auch wenn Nelson ein wichtiger Standort für Fußball im Land war, war die Region noch nicht von einem Klub in der Liga vertreten. Der letzte größere Klub in der oberen Spielklasse war da zuvor noch Nelson Suburbs, welche zu diesem Zeitpunkt zuletzt vor 15 Jahren erstklassig gespielt hatte. Bereits seit 2013 war ein Team mit dem Namen Nelson Falcons schon Teil der National Youth League und gewann hier in der Saison 2014 die dortige Meisterschaft.
Später bewarb sich dann Nelson Bay Football (eine Unterorganisation von Mainland Football) für eine Lizenz in dem Wettbewerb. Diese Bewerbung wurde dann auch vom Regionalverband selbst unterstützt. Dieser Bewerbung wurde dann auch schnell stattgegeben und noch im selben Monat Tasman United als neuer Teilnehmer der Liga bekanntgegeben.
In den folgenden Monaten wurden dann mehrere Spieler verpflichtet und der Trainer-Stab aufgestellt. Ende Oktober 2016 kam es dann zum Start der neuen Saison. Diese startete eher mäßig und bereits zur Winterpause hielt man sich beständig in der unteren Tabellenhälfte auf. Später gab es dann auch noch Trainerwechsel, womit die Spielzeit mit 17 Punkten auf dem achten Tabellenplatz endete. Die darauffolgende Saison lief ein wenig besser, mit 23 Punkten landete man zwar auf dem sechsten Platz, verpasste die Playoffs jedoch deutlich. In den darauffolgenden beiden Spielzeiten gelangen dann wieder auch nur jeweils ein sechster und ein achter Platz.
So kam es im Vorfeld der Saison 2020/21 dann auch dazu, dass sich Tasman zusammen mit Southern United der Mannschaft von Canterbury United anschloss, um weiterhin am Spielbetrieb teilzunehmen. Damit endete dann auch die Geschichte des Franchise.